# Abu-l-Khattar al-Hussam ibn Dirar al-Kalbí
Abu-l-Khattar al-Hussam ibn Dirar al-Kalbí (àrab: أبو الخطار الحسام بن ضرار الكلبي, Abū-l-Ḫaṭṭār al-Ḥusām ibn Ḍirār al-Kalbī) (m. 747) fou valí de l'Àndalus (743-745).
Nomenat valí en substitució de Thalaba ibn Salama, va arribar des d'Ifríqiya i va portar una política interior absolutament diferent de la del seu antecessor, destinada a pacificar l'Àndalus de la rebel·lió amaziga: alliberament dels presoners, amnistia dels sublevats i assentament de les tropes sirianes entrades a l'Àndalus durant el valiat d'Abd-al-Màlik ibn Qàtan. Aconsellat per Ardabast, fill d'Àquila II, les tropes sirianes foren establertes en feus a canvi de l'obligació de prestar serveis militars quan els fossin requerits. Mantenint la seva organització interna segons els districtes administratius sirians o junds, el jund de Damasc es va instal·lar a la cora d'Elvira, el jund del Jordà a la cora de Rayya, amb capital a Archidona, el jund de Palestina a la cora de Sidònia, el jund d'Homs a les cores de Sevilla i Niebla; el jund de Qinnasrín a la cora de Jayyan i el jund d'Egipte a les cores d'Ocsonoba, amb capital a Silves, i Tudmir, amb capital a Múrcia.
Tanmateix, la seua política favorable als àrabs d'origen iemenita (kalbites), va acabar provocant la sublevació dels kaysites i alguns iemenites. Els kaysites, sota el comandament d'as-Sumayl, del jund de Qinnasrín, i el clan iemenita dels judhamites dirigit per Thawaba ibn Salama, el van vèncer l'abril de 745 en la riba del Guadalete, proclamant nou valí al segon (però el poder romania de fet en mans del primer). Això va provocar la revolta iemenita del Valiat de l'Àndalus.
Empresonat a Còrdova des de la seua derrota, va ser alliberat en 746, poc després de morir Thawaba, en un cop de mà nocturn dut a terme pels seus partidaris, i va fugir a Niebla on va intentar refer el seu bàndol kalbita iemenita però va ser derrotat en la batalla de Secunda, en la qual va dirigir la coalició iemenita contra el nou valí Yússuf al-Fihrí.
Va morir executat el 747.